# Киселёво (Старожиловский район)
Киселёво — село в Старожиловском районе Рязанской области России, входит в Старожиловское городское поселение.

## История
Село Киселёво впервые упоминается в окладных книгах 1629 года, где значится в числе вотчин Рязанского Спасо-Преображенского монастыря. В селе располагались деревянная церковь Николая Чудотворца, монастырский, крестьянские и бобыльские дворы. По ревизии 1744 года в селе значились 137 душ. Упоминаемая в XVII веке Никольская церковь была разобрана за ветхостью в 1747 году, и на её месте был поставлен новый деревянный храм, также во имя Николая Чудотворца. В 1847 году на его месте была построена новая деревянная церковь с тем же храмонаименованием. В 1859 году в селе было 52 двора, в которых проживали 410 человек. В приходе имелась церковно-приходская школа, которая была учреждена в 1887 году. В 1904 году в Киселёве на средства прихожан и благотворителей построена каменная Никольская церковь. В 1908 году была перестроена и расширена школа, в 1915 году в ней обучались 101 мальчик и 80 девочек.  

## Достопримечательности
В селе расположена действующая каменная церковь Николая Чудотворца, построенная в 1904 году. Храм был освящён 8 ноября 1904 года. Колокольня церкви также каменная, но стоящая отдельно. К церкви ранее была приписана каменная часовня, построенная по указу консистории на месте упразднённого старого храма. В 1940 году церковь считалась действующей, так как юридически она не была закрыта. Службы в храме прекратились с марта 1940 года. Храм возвращён верующим, и в нём возобновлены богослужения.

## Население
| 1859 | 1897 | 1906 | 2010 | 2023 |
| ---- | ---- | ---- | ---- | ---- |
| 410  | ↗499 | ↗731 | ↘251 | ↘190 |